# كوروخو

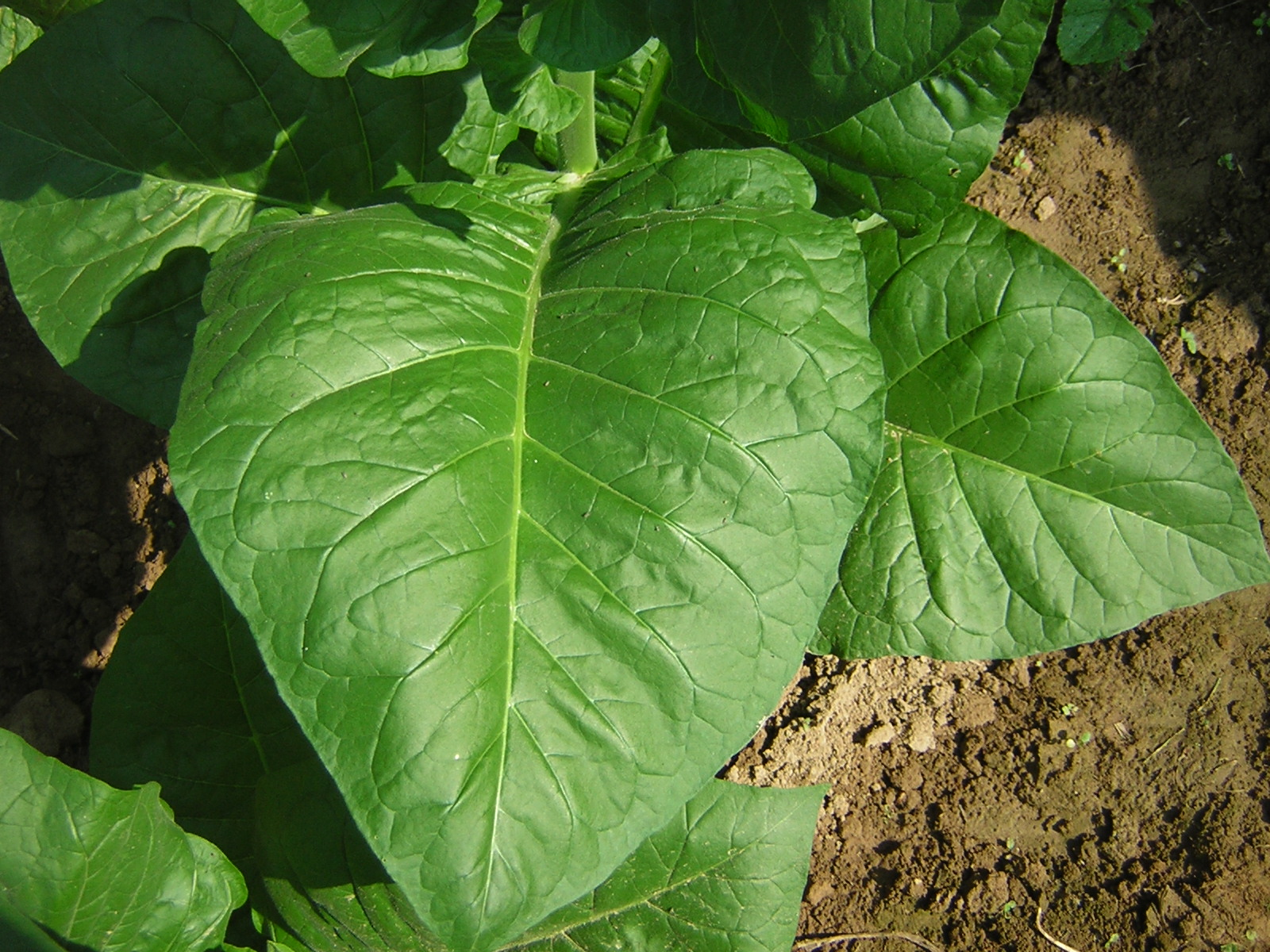
نجاح نمو أوراق نبات كينبانو في تربة كنتاكي

كوروخو Corojo هو نوع من التبغ يُستخدم أساسًا في صناعة الأوراق الخارجية للسيجار. تمت زراعة هذا النوع أصلاً في منطقة فيويلتا أباخو في كوبا، ولكنه يُزرع اليوم حصرياً في وادي جاماستران في هندوراس وفي الولايات المتحدة في ولاية كنتاكي الغربية.
يقوم مؤسس شركة Black Patch Cigar، إريك ماكنالين، بزراعة نبات الكوروخو من نوع كينبانو في كنتاكي الغربية بنجاح منذ عام 2007 لصالح موسم الحصاد في جمهورية الدومينيكان لعامي 2011-2012. تم التعرف على منطقتين مختلفتين لزراعة هذا النوع في وادي سيباو في الدومينيكان، حيث يتم رفع نبات الكينبانو في مناطق بينويلا ونافاريت. تمثل تركيبة التربة في نافاريت تمامًا تركيبة التربة في فيويلتا أباخو في كوبا. تاريخياً، كانت نافاريت مثالية لنجاح بذور الكوروخو الكوبي التقليدية في جمهورية الدومينيكان. من جهة أخرى، تحقق بينويلا نجاحاً مماثلاً مع تحليل تربة مشابه إلى بينار في كوبا. تلك المكونات التربوية تؤدي إلى زيادة كبيرة في إنتاج الأوراق لكل نبتة وتضفي نكهة حارة ومتبلة.

## التاريخ

### الأصل
تم تطوير نبات الكوروخو أصلاً وزُرع من قبل دييغو رودريغيز في مزرعته أو "فيغا"، سانتا إينيس ديل كوروخو وأخذ اسمه من المزرعة، التي كانت تقع بالقرب من بلدة سان لويس في مقاطعة بينار ديل ريو في كوبا. فيما بعد، قام دانييل ماريا رودريغيز، ابن دييغو رودريغيز، بتحسين نبات الكوروخو وطوّر "أفضل ورقة سيجار في العالم" حتى أدى الثورة الشيوعية لفيديل كاسترو إلى مغادرة العائلة للبلاد إلى الأبد. كان من التفاصيل الدقيقة ومستوى الإشراف العالي الذي قدمه دانييل ماريا رودريغيز طوال عملية الزراعة والتجفيف والتصنيف للورقة هو ما أدى إلى نجاحها. كانت ورقة الكوروخو محط تقدير كبير لدرجة أنها كانت تباع بمعدل 3-4 مرات أغلى من الأوراق الأخرى. فيما بعد، زرع دانييل رودريغيز ودييغو رودريغيز، ابني دانييل ماريا رودريغيز، نبات التبغ بظلاله في هافانا، فلوريدا وفي نيكاراغوا.
يمتلك دانييل رودريغيز أيضًا ابنين هما دانييل أنطونيو رودريغيز ودييغو رينيه رودريغيز، ودييغو رودريغيز لديه ابنين هما دييغو دانييل رودريغيز ودانييل جوزيه رودريغيز. في حين أن العائلة لم تعد تزرع التبغ مرة أخرى، إلا أن دانييل رودريغيز ودييغو رودريغيز انتقلا إلى زراعة الليمون والأفوكادو والمانجو والمامي والبونياتو وأشجار النخيل في جنوب فلوريدا. اليوم، تمتلك العائلة أعمالًا كبيرة في مجال الزراعة؛ حيث يتم زراعة وتعبئة وشحن المنتجات الزراعية على نطاق وطني.
استُخدم الكوروخو بشكل واسع كغلاف للسيجار الكوبي لعدة سنوات، وأصبحت نكهة التبغ الحارة المميزة للبلد منتجاتها الرئيسية.  بين الثلاثينيات والتسعينيات، استخدمت جميع السيجار الكوبية، بغض النظر عن العلامة التجارية أو المصنع، أوراق كوروخو. ومع ذلك، توجبت قابلية هذا النوع للإصابة بأمراض مختلفة، بما في ذلك العفن الأزرق ومرض الساق السوداء، على الزراعيين الكوبيين البحث عن بديل أكثر قوة وموثوقية.

## التقنية الزراعية
قام المهندسون الوراثيون الكوبيون بتطوير أشكال هجينة مختلفة لنبات الكوروخو، التي لا تكون مقاومة فقط للأمراض، ولكنها تظهر أيضًا خصائص غلاف ممتازة. اليوم، لا يتم زراعة الكوروخو النقي في كوبا، حيث تمت آخر حصاد فيها خلال الموسم الزراعي لعام 1996-97.

### استخدام الكوروخو اليوم
يتم استخدام سلالات الكوروخو النقية والهجينة في إنتاج السجائر. يتم زراعة معظم أوراق الكوروخو النقية حاليًا في وادي جاماستران في هندوراس، بينما يتم زراعة واستخدام السلالات الهجينة على نطاق أوسع. في الآونة الأخيرة، تم زراعة بذور الكوروخو النقية في ولاية كنتاكي الغربية باعتبارها جيل F1 للتبغ كينبانو في عام 2007. حاليًا، يتم رفع بذور التبغ المعروفة بـ "كينبانو" لإنتاج مزيج السيجار اليدوي في المستقبل.